# Seleção da Espanha de Hóquei no Gelo
A Seleção Espanhola de Hóquei no gelo representa a Espanha nas competições oficiais da IIHF. Participa do Campeonato Internacional de Hóquei no Gelo e atualmente está na 2ª divisão. Estão na 36ª posição no ranking mundial da Federação Internacional de Hóquei no Gelo.